# Alfred Nichols
Alfred Hubert Nichols (Londra, 28 novembre 1890 – Hammersmith, 1º maggio 1952) è stato un mezzofondista britannico.

## Carriera
Assieme ai compagni di nazionale James Wilson e Anton Hegarty vinse la medaglia d'argento nella corsa campestre a squadre ai Giochi Olimpici di Anversa 1920.

## Palmarès
- Giochi olimpici

Anversa 1920: argento nella corsa campestre a squadre.